# Праздник Козла
«Праздник Козла» (исп. La fiesta del chivo) — роман перуанского лауреата Нобелевской премии по литературе Марио Варгаса Льосы. Действие романа происходит в Доминиканской Республике вокруг убийства доминиканского диктатора Рафаэля Леонидаса Трухильо и его последствий с точек зрения разных поколений: во время и сразу после убийства, в мае 1961 года, и тридцать лет спустя, в 1996 году. Роман также включает обширные размышления о расцвете диктатуры в 1950-х годах и её значении для острова и жителей.

## Сюжет
В романе переплетены три сюжетных линии. Первая касается женщины, Урании Кабраль, которая вернулась в Доминиканскую Республику после долгого отсутствия, чтобы посетить своего больного отца; она вспоминает случаи из своей молодости и рассказывает давний секрет своей тёте и двоюродному брату. Вторая сюжетная линия сосредоточена на последнем дне жизни Трухильо с того момента, как он просыпается, и показывает внутренний круг режима, к которому когда-то принадлежал отец Урании. Третья линия изображает убийц Трухильо, многие из которых раньше были лояльны к правительству. Поздно ночью они ждут его машину; после убийства эта сюжетная линия показывает преследование убийц. Каждый аспект сюжета книги раскрывает различные точки зрения на политическую и социальную обстановку в Доминиканской Республике, в прошлом и настоящем.
Читателям показана нисходящая спираль режима, убийство Трухильо и его последствия глазами приближённых людей, заговорщиков и женщины средних лет, оглядывающейся назад. Роман представляет собой калейдоскопический портрет диктаторской власти, в том числе её психологический эффект и долгосрочные последствия. Темы романа включают в себя природу власти и коррупцию, и их связь с мужским шовинизмом и сексуальными извращениями в жёстко иерархическом обществе с сильными гендерными ролями. Отдельной темой является память и процесс запоминания, особенно в повествовании Урании, когда она вспоминает свою молодость в Доминиканской Республике. Её история (и книга в целом) заканчивается, когда она рассказывает о страшных событиях, которые привели к тому, что она покинула страну в возрасте 14 лет. Сама книга служит напоминанием о зверствах диктатуры и опасности абсолютной власти.
Варгас Льоса переплетает вымышленные элементы и исторические события: книга не является документальной, а семья Кабраль, к примеру, полностью вымышлена. С другой стороны, портреты Трухильо и его убийц изображены по историческим фактам; Варгас Льоса сплетает реальные исторические случаи угнетения и жестокости (включая воспоминания об убийстве сестёр Мирабаль и профессора Галиндеса) в истории этих людей, с целью дальнейшего освещения характера режима и реакции, которую он провоцирует. По словам Варгаса Льосы, «это роман, а не учебник истории, поэтому я допустил очень много вольностей. […] Я отнёсся с уважением к основным фактам, но изменил и исказил многое для того, чтобы сделать историю более убедительной — и я не преувеличивал».
«Праздник Козла» получил в основном положительные отзывы, при этом некоторые критики отмечали изображение в книге связи между сексуальностью и властью, а также красочное описание жестоких событий.
Киноверсия романа была выпущена в 2005 году с участием таких актёров, как: Изабелла Росселлини, Пол Фримен и Томас Милиан. Хорхе Али Триана и его дочь Вероника Триана написали театральную адаптацию в 2003 году.

## Фон
«Праздник Козла» является вторым романом Варгаса Льосы, действие которого происходит за пределами Перу (первым был «Война конца света»). Кроме того, это первый его роман, в котором главным героем является женщина: как написала критик Линн Валфорд о главном герое «Праздника Козла», а также последующей книги Варгаса Льосы «Путь в рай»: «оба они совершенно не похожи на любые другие женские персонажи в его предыдущих романах».
Роман исследует диктаторский режим Рафаэля Леонидаса Трухильо Молины в Доминиканской Республике. Трухильо, по словам историка Эрика Рорды, «значительнейшим образом повлиял на доминиканскую и карибскую историю», возглавляя «один из самых прочных режимов XX века» в течение 31 года с момента захвата власти в 1930 году и до убийства в 1961 году. Трухильо тренировался с морской пехотой США во время оккупации острова Соединёнными Штатами и окончил Военную академию Хайна в 1921 году. После ухода американцев в 1924 году он стал главой Доминиканской национальной полиции, которая под его управлением была преобразована в Доминиканскую национальную армию и личную «практически автономную силовую базу» Трухильо.
Официально Трухильо был диктатором только с 1930 по 1938 год и с 1942 по 1952 год, но он находился у власти на протяжении всего периода. Хотя его режим был очень националистическим, Даниэль Широ отмечает, что у него «не было определённой идеологии», и утверждает, что его экономическая и социальная политика в основном были прогрессистской.
Название романа взято из популярной доминиканской меренге «Убили козла» (исп. Mataron al chivo), посвящённой убийству Трухильо 30 мая 1961 года. Меренге — это стиль музыки, созданный Ньико Лорой в 1920-х и активно продвигавшийся самим Трухильо; в настоящее время он считается национальной музыкой страны. Культурные критики Джули Селлерс и Стивен Ропп отмечали, что, представляя диктатора как животное, которое может быть превращено в тушёнку, песня «даёт тем, кто исполняет, слушает и танцует под эту меренге, чувство контроля над собой, которое они не испытывали на протяжении более трех десятилетий». Варгас Льоса процитировал текст «Убили козла» в начале романа.

## Реакция критиков
Реалистической стиль «Праздника Козла» признан некоторыми рецензентами отходом от более аллегорического подхода к диктаторскому роману. Роман получил в значительной степени положительные отзывы, большинство из которых были готовы согласиться с пожертвованием исторической точностью ради убедительности повестования.
Большинство критиков отметили красочность многих актов пыток и убийств, которые изображены в романе. Варгас позволяет читателю увидеть реалии деспотического режима со степенью детализации, не часто используемой писателями стран Латинской Америки. Майкл Вуд написал в London Review of Books: «Варгас Льоса … рассказывает нам гораздо больше о подробностях повседневной интриги, и грязных, садистских мелочах пыток и убийств». Уолтер Кирн из New York Times написал, что «ужасные сцены допросов и пыток в подземельях» подают другие аспекты романа в бледном свете.